# Teatre de carrer

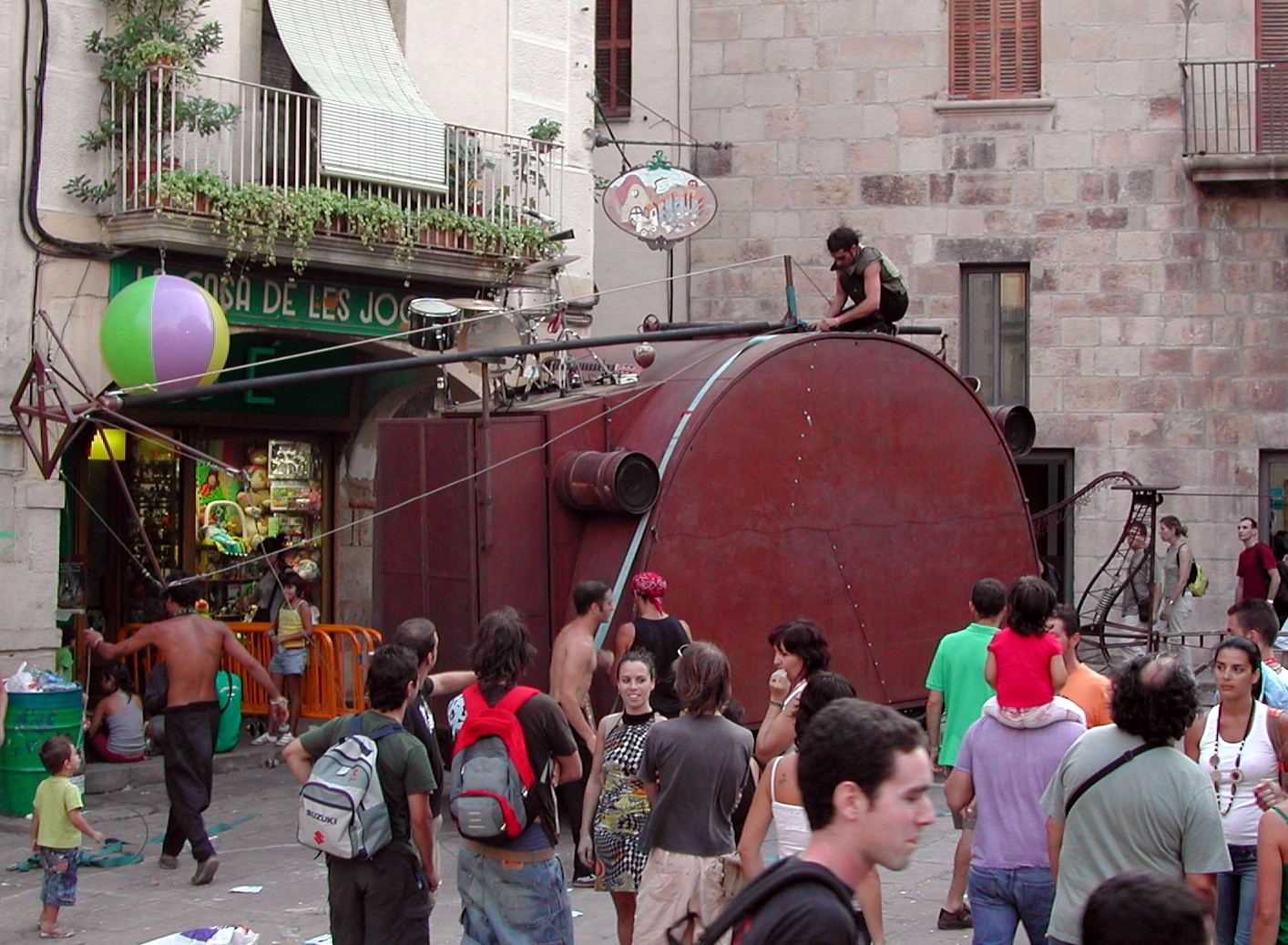
Teatre de carrer, any 2005

El teatre de carrer o teatre de carrer i animació és un tipus d'espectacle dramàtic que es caracteritza per ser presentat en un espai públic, habitualment exterior, com carrers, places, parcs, jardins i terrats, tot i que també a equipaments com metros, biblioteques o museus. No hi ha doncs separació entre els intèrprets i els espectadors, havent-hi de vegades interacció entre ells, i a més ha d'estar adaptat perquè s'entengui des de lluny. Moltes vegades es tracta d'un espectacle popular que fusiona diferents disciplines de les arts escèniques: teatre, acrobàcia, dansa, etc. i que amb una plàstica molt cuidada. També inclou diferents tipus de performances, teatre invisible i actuacions de teatre reivindicatiu i social, entre d'altres.
Al teatre català, des del fi de la dictadura franquista, quan neix com a part del teatre independent, el teatre de carrer està molt desenvolupat i és molt popular. Hi ha nombrosos festivals de teatre de carrer, com per exemple la Fira de Teatre al Carrer de Tàrrega, i una gran quantitat de grups de teatre de carrer, com L'Avalot, Tripijoc, Gog i Magog o Xarxa Teatre; destacant les companyies La fura dels baus, Comediants, Campi Qui Pugui i La Cubana. A altres països el Cirque du Soleil barreja circ amb teatre de carrer.